# Championnats d'Europe de gymnastique artistique féminine 2012
Navigation
Berlin 2011 Moscou 2013
Les 29es championnats d'Europe de gymnastique artistique féminine se sont tenus du 9 au 13 mai 2012 à Bruxelles en  Belgique.

## Programme
| Date   | Heure         | Compétition                 |
| ------ | ------------- | --------------------------- |
| 9 mai  | 13.00 - 20.30 | Qualifications juniors      |
| 10 mai | 10.00 – 19.25 | Qualifications seniors      |
| 11 mai | 19.00 – 21.15 | Concours général juniors    |
| 12 mai | 15.00 – 17.15 | Finales par équipes seniors |
| 13 mai | 09.00 – 12.30 | Finales par agrès juniors   |
| 13 mai | 14.00 – 17.00 | Finales par agrès seniors   |

## Podiums
| Épreuves                                        | Or                                                                                            | Argent                                                                                    | Bronze                                                                                    |
| ----------------------------------------------- | --------------------------------------------------------------------------------------------- | ----------------------------------------------------------------------------------------- | ----------------------------------------------------------------------------------------- |
| Seniors                                         |                                                                                               |                                                                                           |                                                                                           |
| Concours par équipes résultats détaillés        | Roumanie Sandra Izbașa Catalina Ponor Larisa Iordache Raluca Oana Haidu Diana Laura Bulimar   | Russie Aliya Mustafina Viktoria Komova Anastasia Grishina Maria Paseka Anastasia Sidorova | Italie Vanessa Ferrari Erika Fasana Francesca Deagostini Giorgia Campana Carlotta Ferlito |
| Saut de cheval résultats détaillés              | Sandra Izbaşa (ROU)                                                                           | Oksana Chusovitina (GER)                                                                  | Giulia Steingruber (SUI)                                                                  |
| Barres asymétriques résultats détaillés         | Viktoria Komova (RUS)                                                                         | Anastasia Grishina (RUS)                                                                  | Nataliya Kononenko (UKR)                                                                  |
| Poutre résultats détaillés                      | Cătălina Ponor (ROU)                                                                          | Larisa Iordache (ROU)                                                                     | Hannah Whelan (GBR)                                                                       |
| Sol résultats détaillés                         | Larisa Iordache (ROU)                                                                         | Cătălina Ponor (ROU)                                                                      | Hannah Whelan (GBR)                                                                       |
| Juniors                                         |                                                                                               |                                                                                           |                                                                                           |
| Concours par équipes résultats détaillés        | Russie Evgeniya Shelgunova Maria Kharenkova Yulia Tipaeva Viktoria Kuzmina Ekaterina Baturina | Italie Elisa Meneghini Enus Mariani Lara Mori Tea Ugrin Alessia Leolini                   | Roumanie Andreea Munteanu Miriam Aribasoiu Ștefania Stănilă Silvia Zarzu Paula Tudorache  |
| Concours général individuel résultats détaillés | Enus Mariani (ITA)                                                                            | Evgeniya Shelgunova (RUS)                                                                 | Andreea Munteanu (ROU)                                                                    |
| Saut de cheval résultats détaillés              | Chantysha Netteb (NED)                                                                        | Ștefania Stănilă (ROU)                                                                    | Maria Kharenkova (RUS)                                                                    |
| Barres asymétriques résultats détaillés         | Sophie Scheder (GER)                                                                          | ViKtoria Kuzmina (RUS)                                                                    | Evgenia Shelgunova (RUS)                                                                  |
| Poutre résultats détaillés                      | Maria Kharenkova (RUS)                                                                        | Andreea Munteanu (ROU)                                                                    | Elisa Meneghini (ITA)                                                                     |
| Sol résultats détaillés                         | Maria Kharenkova (RUS)                                                                        | Silvia Zarzu (ROU)                                                                        | Gabrielle Jupp (GBR) Andreea Munteanu (ROU)                                               |

## Résultats détaillés

### Seniors

#### Concours par équipes
| Rang               | Équipe               | Saut   | Barres asymétriques | Poutre | Sol    | Total   |
| ------------------ | -------------------- | ------ | ------------------- | ------ | ------ | ------- |
| Médaille d'or      | Roumanie             | 45.291 | 42.099              | 44.499 | 44.399 | 176.288 |
| Médaille d'or      | Sandra Izbașa        | 15.200 |                     |        |        | 176.288 |
| Médaille d'or      | Catalina Ponor       | 15.033 |                     | 15.433 | 14.733 | 176.288 |
| Médaille d'or      | Larisa Iordache      | 15.058 | 14.333              | 14.333 | 15.033 | 176.288 |
| Médaille d'or      | Raluca Oana Haidu    |        | 13.833              |        |        | 176.288 |
| Médaille d'or      | Diana Laura Bulimar  |        | 13.933              | 14.733 | 14.633 | 176.288 |
| Médaille d'argent  | Russie               | 44.732 | 46.932              | 41.398 | 42.474 | 175.536 |
| Médaille d'argent  | Aliya Mustafina      | 15.166 | 15.833              |        | 13.933 | 175.536 |
| Médaille d'argent  | Viktoria Komova      |        | 15.766              | 13.966 |        | 175.536 |
| Médaille d'argent  | Anastasia Grishina   | 14.733 | 15.333              | 14.366 | 14.466 | 175.536 |
| Médaille d'argent  | Maria Paseka         | 14.833 |                     |        |        | 175.536 |
| Médaille d'argent  | Anastasia Sidorova   |        |                     | 13.066 | 14.075 | 175.536 |
| Médaille de bronze | Italie               | 43.065 | 42.599              | 43.200 | 42.566 | 171.430 |
| Médaille de bronze | Vanessa Ferrari      | 14.266 | 14.466              |        | 14.400 | 171.430 |
| Médaille de bronze | Erika Fasana         | 14.633 | 13.900              | 14.000 | 14.266 | 171.430 |
| Médaille de bronze | Francesca Deagostini |        |                     | 14.300 |        | 171.430 |
| Médaille de bronze | Giorgia Campana      |        | 14.233              |        |        | 171.430 |
| Médaille de bronze | Carlotta Ferlito     | 14.166 |                     | 14.900 | 13.900 | 171.430 |
| 4                  | Grande-Bretagne      | 43.232 | 42.632              | 40.333 | 41.566 | 167.763 |
| 4                  | Rebecca Tunney       | 14.600 | 14.266              |        | 13.900 | 167.763 |
| 4                  | Hannah Whelan        | 14.066 | 14.033              | 13.333 | 14.066 | 167.763 |
| 4                  | Jennifer Pinches     |        |                     | 13.000 | 13.600 | 167.763 |
| 4                  | Danusia Francis      |        |                     | 14.000 |        | 167.763 |
| 4                  | Ruby Harrold         | 14.566 | 14.333              |        |        | 167.763 |
| 5                  | France               | 43.132 | 41.266              | 40.665 | 39.232 | 164.295 |
| 5                  | Youna Dufournet      | 14.433 | 14.100              | 13.866 |        | 164.295 |
| 5                  | Anne Kuhm            | 14.533 | 13.700              | 13.833 | 14.166 | 164.295 |
| 5                  | Valentine Sabatou    |        | 13.466              |        | 12.566 | 164.295 |
| 5                  | Sophia Serseri       | 14.166 |                     | 12.966 | 12.500 | 164.295 |
| 6                  | Belgique             | 41.924 | 40.999              | 40.366 | 40.532 | 163.821 |
| 6                  | Julie Croket         | 14.233 | 13.433              | 13.500 | 13.066 | 163.821 |
| 6                  | G Mys                | 13.733 |                     | 14.300 | 13.600 | 163.821 |
| 6                  | GRAND'RY T           | 13.958 | 13.666              |        | 13.866 | 163.821 |
| 6                  | VANDERSTEEN E        |        |                     | 12.566 |        | 163.821 |
| 6                  | VERSCHUEREN L        |        | 13.900              |        |        | 163.821 |
| 7                  | Espagne              | 42.066 | 41.400              | 40.499 | 39.557 | 163.522 |
| 7                  | IZURIETA AM          | 14.300 | 14.000              | 13.333 | 13.566 | 163.522 |
| 7                  | CARMONA URBANO A     |        |                     |        | 12.625 | 163.522 |
| 7                  | VARGAS MP            | 13.966 | 14.000              | 13.233 | 13.366 | 163.522 |
| 7                  | ROJAS PASCUAL T      | 13.800 |                     |        |        | 163.522 |
| 7                  | COLUSSI PELAEZ S     |        | 13.400              | 13.933 |        | 163.522 |
| 8                  | Allemagne            | 42.933 | 39.599              | 38.099 | 39.866 | 160.497 |
| 8                  | BUI K                |        | 12.666              | 12.500 | 13.233 | 160.497 |
| 8                  | Oksana Chusovitina   | 15.033 |                     |        |        | 160.497 |
| 8                  | HILL LK              | 14.000 | 13.800              | 13.133 | 13.433 | 160.497 |
| 8                  | JAROSCH N            | 13.900 | 13.133              | 12.466 |        | 160.497 |
| 8                  | TOLLE P              |        |                     |        | 13.200 | 160.497 |

#### Saut
| Rang               | Gymnaste                   | Saut 1  | Saut 1  | Saut 1 | Saut 1  | Saut 2  | Saut 2  | Saut 2 | Saut 2  | Total  |
| Rang               | Gymnaste                   | Score D | Score E | Pén.   | Score 1 | Score D | Score E | Pén.   | Score 2 | Total  |
| ------------------ | -------------------------- | ------- | ------- | ------ | ------- | ------- | ------- | ------ | ------- | ------ |
| Médaille d'or      | Sandra Raluca Izbaşa (ROU) | 6.1     | 8.800   |        | 14.900  | 5.8     | 9.066   |        | 14.866  | 14.883 |
| Médaille d'argent  | Oksana Chusovitina (GER)   | 6.3     | 8.633   |        | 14.933  | 5.6     | 8.833   |        | 14.433  | 14.683 |
| Médaille de bronze | Giulia Steingruber (SUI)   | 6.3     | 8.910   |        | 15.210  | 5.2     | 8.833   |        | 14.033  | 14.624 |
| 4                  | Valeriia Maksiuta (ISR)    | 5.8     | 8.900   |        | 14.700  | 5.9     | 8.400   |        | 14.300  | 14.500 |
| 5                  | Anastasia Grishina (RUS)   | 5.8     | 8.733   |        | 14.533  | 5.2     | 8.800   |        | 14.000  | 14.266 |
| 6                  | Wyomi Masela (NED)         | 5.8     | 8.700   |        | 14.500  | 5.0     | 8.833   |        | 13.833  | 14.166 |
| 7                  | Erika Fasana (ITA)         | 5.8     | 8.441   |        | 14.241  | 5.0     | 8.766   |        | 13.776  | 14.003 |
| 8                  | Dorina Boczogo (HUN)       | 5.3     | 7.733   | -0.3   | 12.733  | 5.0     | 7.733   |        | 12.733  | 12.733 |
| Rang               | Gymnaste                   | Saut 1  | Saut 1  | Saut 1 | Saut 1  | Saut 2  | Saut 2  | Saut 2 | Saut 2  | Total  |

#### Barres asymétriques
| Rang               | Gymnaste                  | Score D | Score E | Pén. | Total  |
| ------------------ | ------------------------- | ------- | ------- | ---- | ------ |
| Médaille d'or      | Viktoria Komova (RUS)     | 6.7     | 8.966   |      | 15.666 |
| Médaille d'argent  | Anastasia Grishina (RUS)  | 6.5     | 8.700   |      | 15.200 |
| Médaille de bronze | Nataliya Kononenko (UKR)  | 6.7     | 8.433   |      | 15.133 |
| 4                  | Kim Bui (GER)             | 6.2     | 8.500   |      | 14.700 |
| 5                  | Celine Van Gerner (NED)   | 6.2     | 8.433   |      | 14.633 |
| 6                  | Lisa Katharina Hill (GER) | 5.9     | 8.525   |      | 14.425 |
| 7                  | Ruby Harrold (GBR)        | 6.1     | 8.266   |      | 14.366 |
| 8                  | Youna Dufournet (FRA)     | 6.2     | 7.866   |      | 14.066 |

#### Poutre
| Rang               | Gymnaste                 | Score D | Score E | Pén. | Total  |
| ------------------ | ------------------------ | ------- | ------- | ---- | ------ |
| Médaille d'or      | Catalina Ponor (ROU)     | 6.4     | 8.900   |      | 15.300 |
| Médaille d'argent  | Larisa Iordache (ROU)    | 6.4     | 8.733   |      | 15.133 |
| Médaille de bronze | Hannah Whelan (GBR)      | 6.0     | 8.333   |      | 14.333 |
| 4                  | Anastasia Grishina (RUS) | 6.3     | 7.766   |      | 14.066 |
| 5                  | Youna Dufournet (FRA)    | 5.8     | 7.566   |      | 13.366 |
| 6                  | Victoria Komova (RUS)    | 5.8     | 7.300   |      | 13.100 |
| 7                  | Vasilikí Milloúsi (GRE)  | 6.1     | 6.800   |      | 12.900 |
| 8                  | Valeriia Maksiuta (ISR)  | 5.8     | 6.266   |      | 12.066 |

#### Sol
| Rang               | Gymnaste                  | Score D | Score E | Pén. | Total  |
| ------------------ | ------------------------- | ------- | ------- | ---- | ------ |
| Médaille d'or      | Larisa Iordache (ROU)     | 6.4     | 8.833   |      | 15.233 |
| Médaille d'argent  | Catalina Ponor (ROU)      | 6.0     | 8.633   |      | 14.633 |
| Médaille de bronze | Hannah Whelan (GBR)       | 5.9     | 8.633   |      | 14.533 |
| 4                  | Vanessa Ferrari (ITA)     | 5.9     | 8.500   |      | 14.400 |
| 5                  | Rebecca Tunney (GBR)      | 5.7     | 8.300   | -0.2 | 13.800 |
| 6                  | Mariya Livchikova (UKR)   | 5.1     | 8.366   |      | 13.466 |
| 7                  | Marta Pihan-Kulesza (POL) | 5.3     | 8.100   |      | 13.400 |
| 8                  | Julie Croket (BEL)        | 5.6     | 7.266   |      | 12.866 |

### Juniors

#### Concours général individuel
| Rang               | Gymnaste                       | Saut   | Barres asymétriques | Poutre | Sol    | Total  |
| ------------------ | ------------------------------ | ------ | ------------------- | ------ | ------ | ------ |
| Médaille d'or      | Enus Mariani (ITA)             | 13.700 | 14.566              | 13.966 | 14.033 | 56.265 |
| Médaille d'argent  | Evgeniya Shelgunova (RUS)      | 14.133 | 13.400              | 14.066 | 13.600 | 55.199 |
| Médaille de bronze | Andreea Eugenia Munteanu (ROU) | 13.858 | 12.766              | 14.400 | 13.833 | 54.857 |
| 4                  | Elisa Meneghini (ITA)          | 13.833 | 14.266              | 13.000 | 13.683 | 54.782 |
| 5                  | Gabrielle Jupp (GBR)           | 13.766 | 13.433              | 13.833 | 13.666 | 54.698 |
| 6                  | Maria Kharenkova (RUS)         | 13.866 | 13.666              | 12.966 | 14.133 | 54.631 |
| 7                  | Berengere Fransolet (BEL)      | 13.775 | 12.833              | 13.541 | 12.900 | 53.049 |
| 8                  | Sophie Scheder (GER)           | 13.533 | 14.333              | 11.966 | 13.166 | 52.998 |
| 9                  | Noémi Makra (HUN)              | 13.366 | 13.00               | 13.533 | 13.033 | 52.932 |
| 10                 | Eythora Thorsdottir (NED)      | 13.466 | 12.566              | 13.266 | 13.433 | 52.731 |
| 11                 | Roxana Popa Nedelcu (ESP)      | 14.641 | 13.233              | 12.300 | 12.366 | 52.540 |
| 12                 | Alina Stănilă (ROU)            | 14.166 | 12.366              | 13.333 | 12.066 | 51.931 |
| 13                 | Dar'ya Matveyeva (UKR)         | 13.500 | 11.566              | 13.700 | 12.933 | 51.699 |
| 14                 | Olena Vasylieva (UKR)          | 13.666 | 14.433              | 12.033 | 11.150 | 51.282 |
| 15                 | Angel Romaeo (GBR)             | 13.233 | 11.400              | 13.333 | 13.200 | 51.166 |
| 16                 | Emma Larsson (SWE)             | 13.333 | 11.800              | 13.000 | 12.841 | 50.974 |
| 17                 | Alina Ehret (GER)              | 13.400 | 12.733              | 12.566 | 12.133 | 50.832 |
| 18                 | Ilaria Kaeslin (SUI)           | 12.833 | 11.266              | 13.333 | 12.966 | 50.398 |
| 19                 | Dayana Hryhoryeva (BLR)        | 12.866 | 12.266              | 12.366 | 12.866 | 50.364 |
| 20                 | Clara Chambellant (FRA)        | 12.933 | 11.900              | 12.633 | 12.633 | 50.099 |
| 21                 | Valentine Pikul (FRA)          | 12.566 | 12.866              | 11.433 | 12.833 | 49.698 |
| 22                 | Chantysha Netteb (NED)         | 14.200 | 9.500               | 12.500 | 13.000 | 49.200 |
| 23                 | Petra Fialova (CZE)            | 12.433 | 12.900              | 11.600 | 11.266 | 48.199 |
| 24                 | Katsiaryna Fiadutsik (BLR)     | 12.833 | 10.466              | 11.800 | 11.733 | 46.832 |

#### Saut
| Rang               | Gymnaste                  | Saut 1  | Saut 1  | Saut 1 | Saut 1  | Saut 2  | Saut 2  | Saut 2 | Saut 2  | Total  |
| Rang               | Gymnaste                  | Score D | Score E | Pén.   | Score 1 | Score D | Score E | Pén.   | Score 2 | Total  |
| ------------------ | ------------------------- | ------- | ------- | ------ | ------- | ------- | ------- | ------ | ------- | ------ |
| Médaille d'or      | Chantysha Netteb (NED)    | 5.0     | 9.100   |        | 14.100  | 5.3     | 8.866   |        | 14.166  | 14.133 |
| Médaille d'argent  | Alina Stanila (ROU)       | 5.0     | 8.600   |        | 13.600  | 5.8     | 8.333   |        | 14.133  | 13.866 |
| Médaille de bronze | Maria Kharenkova (RUS)    | 4.7     | 8.733   |        | 13.433  | 5.0     | 8.966   |        | 13.966  | 13.699 |
| 4                  | Ana Derek (CRO)           | 5.2     | 8.483   |        | 13.683  | 4.8     | 8.866   |        | 13.666  | 13.674 |
| 5                  | Enus Mariani (ITA)        | 5.0     | 8.900   |        | 13.900  | 4.4     | 8.916   |        | 13.316  | 13.608 |
| 6                  | Roxana Popa Nedelcu (ESP) | 5.0     | 8.766   |        | 13.766  | 5.8     | 7.466   |        | 13.266  | 13.516 |
| 6                  | Elisa Meneghini (ITA)     | 5.0     | 8.800   |        | 13.800  | 4.4     | 8.833   |        | 13.233  | 13.516 |
| 8                  | Noemi Makra (HUN)         | 5.0     | 8.466   |        | 13.466  | 4.6     | 8.733   |        | 13.333  | 13.399 |
| Rang               | Gymnaste                  | Saut 1  | Saut 1  | Saut 1 | Saut 1  | Saut 2  | Saut 2  | Saut 2 | Saut 2  | Total  |

#### Barres asymétriques
| Rang               | Gymnaste                  | Score D | Score E | Pén. | Total  |
| ------------------ | ------------------------- | ------- | ------- | ---- | ------ |
| Médaille d'or      | Sophie Scheder (GER)      | 6.0     | 8.566   |      | 14.566 |
| Médaille d'argent  | Victoria Kuzmina (RUS)    | 6.0     | 8.466   |      | 14.466 |
| Médaille de bronze | Evgeniya Shelgunova (RUS) | 5.7     | 8.666   |      | 14.366 |
| 4                  | Dar'Ya Matveyeva (UKR)    | 5.7     | 8.300   |      | 14.000 |
| 5                  | Dayana Hryhoryeva (BLR)   | 5.2     | 8.666   |      | 13.866 |
| 6                  | Evangelia Plyta (GRE)     | 5.7     | 8.133   |      | 13.833 |
| 7                  | Elisa Meneghini (ITA)     | 5.6     | 7.600   |      | 13.200 |
| 8                  | Olena Vasylieva (UKR)     | 5.8     | 6.933   |      | 12.733 |

#### Poutre
| Rang               | Gymnaste                       | Score D | Score E | Pén. | Total  |
| ------------------ | ------------------------------ | ------- | ------- | ---- | ------ |
| Médaille d'or      | Maria Kharenkova (RUS)         | 6.1     | 8.666   |      | 14.766 |
| Médaille d'argent  | Andreea Eugenia Munteanu (ROU) | 5.7     | 8.733   |      | 14.433 |
| Médaille de bronze | Elisa Meneghini (ITA)          | 5.6     | 8.633   |      | 14.233 |
| 4                  | Tea Ugrin (ITA)                | 5.5     | 8.633   |      | 14.133 |
| 4                  | Evgeniya Shelgunova (RUS)      | 5.7     | 8.433   |      | 14.133 |
| 6                  | Gabrielle Jupp (GBR)           | 5.5     | 8.200   |      | 13.700 |
| 7                  | Maelys Plesses (FRA)           | 5.2     | 7.733   | -0.1 | 12.833 |
| 8                  | Eythora Thorsdottir (NED)      | 5.3     | 5.866   |      | 11.166 |

#### Sol
| Rang               | Gymnaste                       | Score D | Score E | Pén. | Total  |
| ------------------ | ------------------------------ | ------- | ------- | ---- | ------ |
| Médaille d'or      | Maria Kharenkova (RUS)         | 5.6     | 8.733   | -0.1 | 14.233 |
| Médaille d'argent  | Silvia Zarzu (ROU)             | 5.4     | 8.533   |      | 13.933 |
| Médaille de bronze | Gabrielle Jupp (GBR)           | 5.4     | 8.500   |      | 13.900 |
| Médaille de bronze | Andreea Eugenia Munteanu (ROU) | 5.2     | 8.700   |      | 13.900 |
| 5                  | Elisa Meneghini (ITA)          | 5.3     | 8.533   |      | 13.833 |
| 6                  | Evgeniya Shelgunova (RUS)      | 5.3     | 8.266   |      | 13.566 |
| 7                  | Charlie Fellows (GBR)          | 5.4     | 8.066   |      | 13.466 |
| 8                  | Enus Mariani (ITA)             | 5.4     | 8.333   | -0.3 | 13.433 |

## Tableau des médailles
| Rang  | Nation          | Or | Argent | Bronze | Total |
| ----- | --------------- | -- | ------ | ------ | ----- |
| 1     | Roumanie        | 4  | 2      | -      | 6     |
| 2     | Russie          | 1  | 2      | -      | 3     |
| 3     | Allemagne       | -  | 1      | -      | 1     |
| 4     | Grande-Bretagne | -  | -      | 2      | 2     |
| 5     | Italie          | -  | -      | 1      | 1     |
| 5     | Suisse          | -  | -      | 1      | 1     |
| 5     | Ukraine         | -  | -      | 1      | 1     |
| TOTAL | TOTAL           | 5  | 5      | 5      | 15    |

| Rang  | Nation          | Or | Argent | Bronze | Total |
| ----- | --------------- | -- | ------ | ------ | ----- |
| 1     | Russie          | 3  | 2      | 2      | 7     |
| 2     | Italie          | 1  | 1      | 1      | 3     |
| 3     | Pays-Bas        | 1  | 0      | 0      | 1     |
| 3     | Allemagne       | 1  | 0      | 0      | 1     |
| 5     | Roumanie        | 0  | 3      | 3      | 6     |
| 6     | Grande-Bretagne | 0  | 0      | 1      | 1     |
| TOTAL | TOTAL           | 6  | 6      | 7      | 19    |